# Amore & Vita-Conad/Saison 2010
Dieser Artikel listet Erfolge und Mannschaft des Radsportteams Amore & Vita-Conad in der Saison 2010 auf.

## Erfolge in der UCI Europe Tour
In der Saison 2010 gelangen dem Team nachstehende Erfolge in der UCI Europe Tour.
| Datum    | Rennen                                    | Kat. | Fahrer             |
| -------- | ----------------------------------------- | ---- | ------------------ |
| 27. Juni | Slowakische Meisterschaft – Straßenrennen | NC   | Jakub Novák        |
| 20. Juli | 4. Etappe Tour of Qinghai Lake            | 2.HC | Jurij Metluschenko |
| 21. Juli | 5. Etappe Tour of Qinghai Lake            | 2.HC | Jurij Metluschenko |

## Zugänge – Abgänge
| Zugänge                      | Team 2009                   | Abgänge                   | Team 2010                    |
| ---------------------------- | --------------------------- | ------------------------- | ---------------------------- |
| Fausto Fognini               | Amica Chips-Knauf           | Søren Nissen              | Stenca Trading               |
| Jakub Novák                  | CK Windoor’s Příbram        | Philipp Mamos             | Team Nutrixxion Sparkasse    |
| Wolodymyr Kohut              | ISD-Sport-Donetsk           | Luboš Pelánek             | Tusnad Cycling Team          |
| Nicholas Sanderson           | Rock Racing                 | Andrew Talansky           | California Giant Berry Farms |
| Bernardo Colex junior        | Tecos-Trek                  | Peter Femal               | Karriereende                 |
| Konstantin Volik             | Amore & Vita (2008)         | Alexei Bauer              | Unbekannt                    |
| Oleh Opryschko               | Ukraine Neri Sottoli (2007) | Matthew Brandt            | Unbekannt                    |
| Dmytro Archymos              | Neoprofi                    | Phil Cortes               | Unbekannt                    |
| Kristof Vollon               | Neoprofi                    | Richard England           | Unbekannt                    |
| Roman Wyschnewskij           | Neoprofi                    | Fabio Gilioli             | Unbekannt                    |
| Wolodymyr Bileka (ab 01.06.) | Dopingsperre                | Christian Müller          | Unbekannt                    |
|                              |                             | Chad Gerlach (bis 31.07.) | Unbekannt                    |

## Mannschaft
| Name                  | Geburtstag        | Nationalität |              |
| --------------------- | ----------------- | ------------ | ------------ |
| Dmytro Archynos       | 27. Juni 1987     | Ukraine      |              |
| Wolodymyr Bileka      | 6. Februar 1979   | Ukraine      |              |
| Wladislaw Borissow    | 5. September 1978 | Russland     |              |
| Bernardo Colex junior | 3. Juli 1983      | Mexiko       |              |
| Jarosław Dabrowski    | 20. Juli 1983     | Polen        |              |
| Fausto Fognini        | 10. November 1985 | Italien      |              |
| Serhij Hretschyn      | 9. Juni 1979      | Ukraine      |              |
| Wolodymyr Kohut       | 28. Juli 1984     | Ukraine      |              |
| Jurij Metluschenko    | 4. Januar 1976    | Ukraine      |              |
| Jakub Novák           | 23. März 1988     | Slowakei     |              |
| Oleh Opryschko        | 16. Juli 1986     | Ukraine      |              |
| Nicholas Sanderson    | 27. Mai 1984      | Australien   |              |
| Wolodymyr Startschyk  | 13. April 1980    | Ukraine      |              |
| Roman Wyschnewskij    | 6. Januar 1985    | Ukraine      |              |
| Konstantin Volik      | 18. Mai 1984      | Usbekistan   |              |
| Kristof Vollon        | 6. Januar 1986    | Belgien      |              |
| Stagiaires            | Stagiaires        | Nationalität | Nationalität |
| Tyron Giorgieri       | Tyron Giorgieri   | Italien      |              |
| Andrea Zanetti        | Andrea Zanetti    | Italien      |              |